# Antonín Hnízdo
Antonín Zbyšek Hnízdo (5. prosince 1906 v Písku – 20. června 1973 v Táboře) byl český pedagog, ochranář přírody a publicista.

## Život
Antonín Zbyšek Hnízdo absolvoval gymnázium v Táboře. Pracoval jako výpomocný učitel v Chrboníně (1924–1926) a učitel v Podkrkonoší (roku 1927 získal způsobilost pro učitelství). V roce 1938 byl promován doktorem přírodních věd na přírodovědné fakultě UK v Praze. Po mnichovských událostech v roce 1938 se vrátil do Tábora, učil v Mladé Vožici, Soběslavi a Chýnově, od roku 1951 do 1967 pak na gymnáziu v Táboře (biologie,chemie a základy zemědělské výroby). Působil od roku 1940 jako okresní konzervátor státní ochrany přírody. Vybudoval (po roce 1950) nové přírodovědné oddělení táborského muzea (později předáno do Soběslavi). Pracoval pro Národní muzeum Praha – do sbírek dodal ryby z rybníka Jordán i vzácné mineralogické nálezy okresu. Jeho cenné herbářové sbírky v Blatském muzeu a Univerzitě Karlově v Praze mají na 3000 položek.
Jako publicista a fotograf je autorem mnoha přírodovědných článků a knih, přičinil se o vznik přírodních rezervací, o zmapování starých a památných stromů, o propagaci mnoha krásných a cenných míst Táborska. Spolupracoval s Dr. Vladimírem Čechem, který od roku 1945 přepracoval geologickou mapu regionu. Zasloužil se po boku V. Janovského o vznik táborské Štičí líhně.

## Dílo
- Významné regionální dílo – třídílná „Vlastivěda Táborska“ – věnovaná památce učitelů, průkopníků vlastivědné práce na Táborsku. Vycházela od 1969 pod jeho vedením.
- Přírodní památky a krásy Táborska (1948)
- Táborsko-srdce jižních Čech (1948)
- Táborsko v minulosti i přítomnosti (1940)